# Аузіас Марк
Аузі́ас Марк (кат. Ausiàs March; *1397 — †3 березня 1459) — валенсійський поет, найбільший поет XV «золотого» століття валенсійської культури, видатний представник ренесансної епохи.

## Біографія

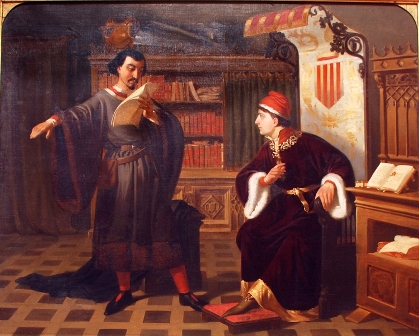
Аузіас Марк і принц Карлос де Віан

Народився у Валенсії наприкінці 14 століття.
Походив з багатої сім'ї каталонських чиновників. Дід поета 1360 р. отримав дворянський титул. Його дядько та батько також були поетами.
Аузіас провів ранню юність у герцогському місті Гандія, яке традиційно вважається його рідним містом. Отримав спадок від батька, скарбника герцога Гандії після його смерті у 1413 р.
У 1420 році почав свою військову кар'єру, коли приєднався до армії короля Альфонсо V Великодушного, щоб взяти участь у його першій італійської кампанії. Воював на островах Сардинія і Корсика. У 1424 році він вступив до Військово-морського флоту, під керівництвом Фредеріка де Луна та воював проти піратів у Північній Африці та на Сицилії.

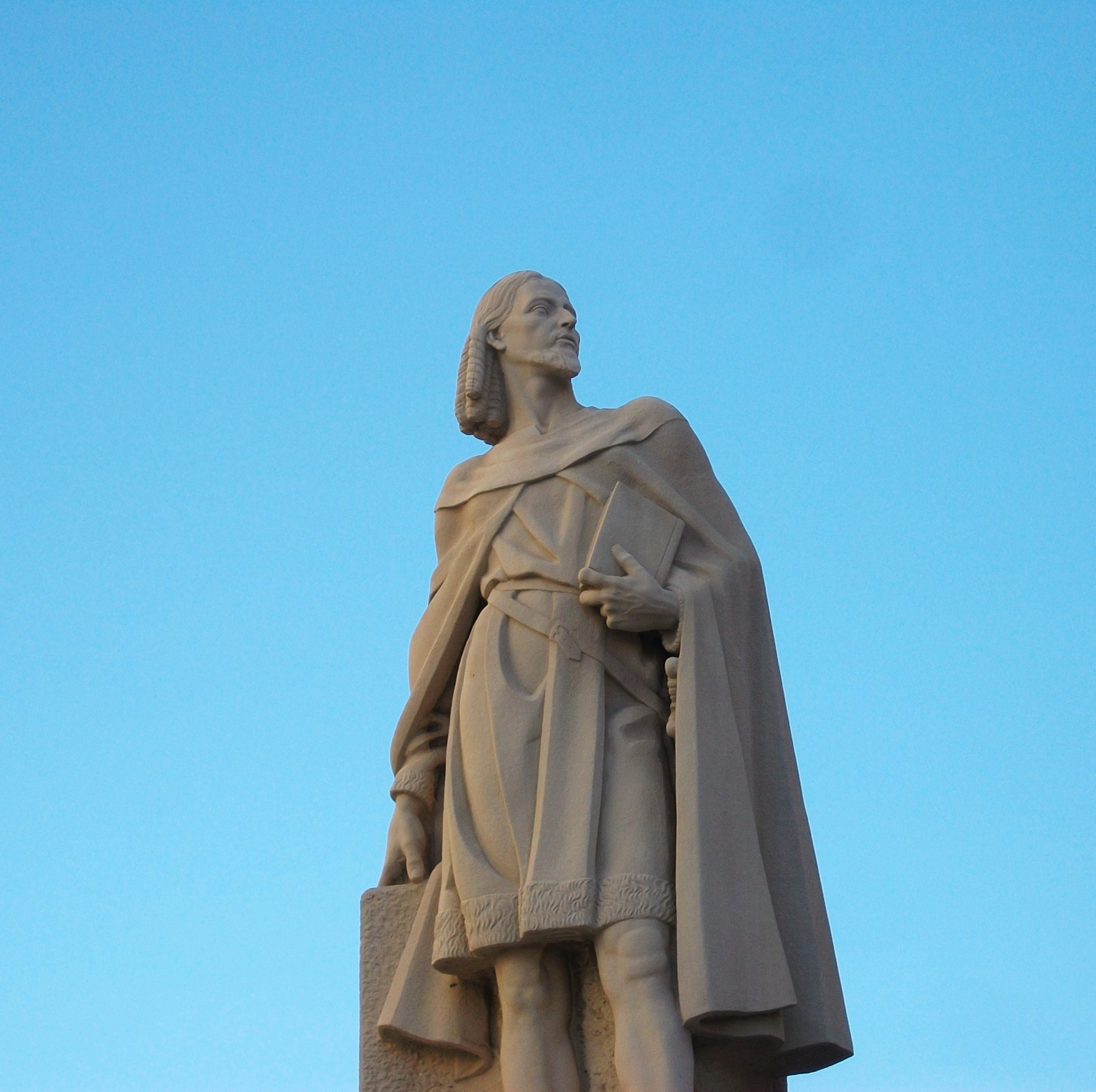
Пам'ятник Аузіасу Марку у Валенсії

У 1425 році король Альфонсо Великодушний за військові заслуги нагородив Аузіаса Марка, надавши йому невеликі володіння в герцогстві Гандія.
Аузіас Марк був одружений двічі, спочатку на Ізабель Мартурель (сестрі Жуанота Мартуреля). Шлюб протривав кілька місяців і у вересні 1439 р. Ізабель померла. Вдруге оженився 1443 р. на Жоан Скорна, яка належала до багатої родини з Валенсії. 1454 р. померла й друга дружина поета. Від цих шлюбів Аузіас Марк не мав дітей, але відомо, що він залишив п'ятеро позашлюбних синів.
Заступництво принца Карлоса де Віана, герцога Гандії, прихильника літератури, дало можливість Аузіасу Марку, присвятити себе поезії.
Помер у Валенсії.

## Літературна творчість

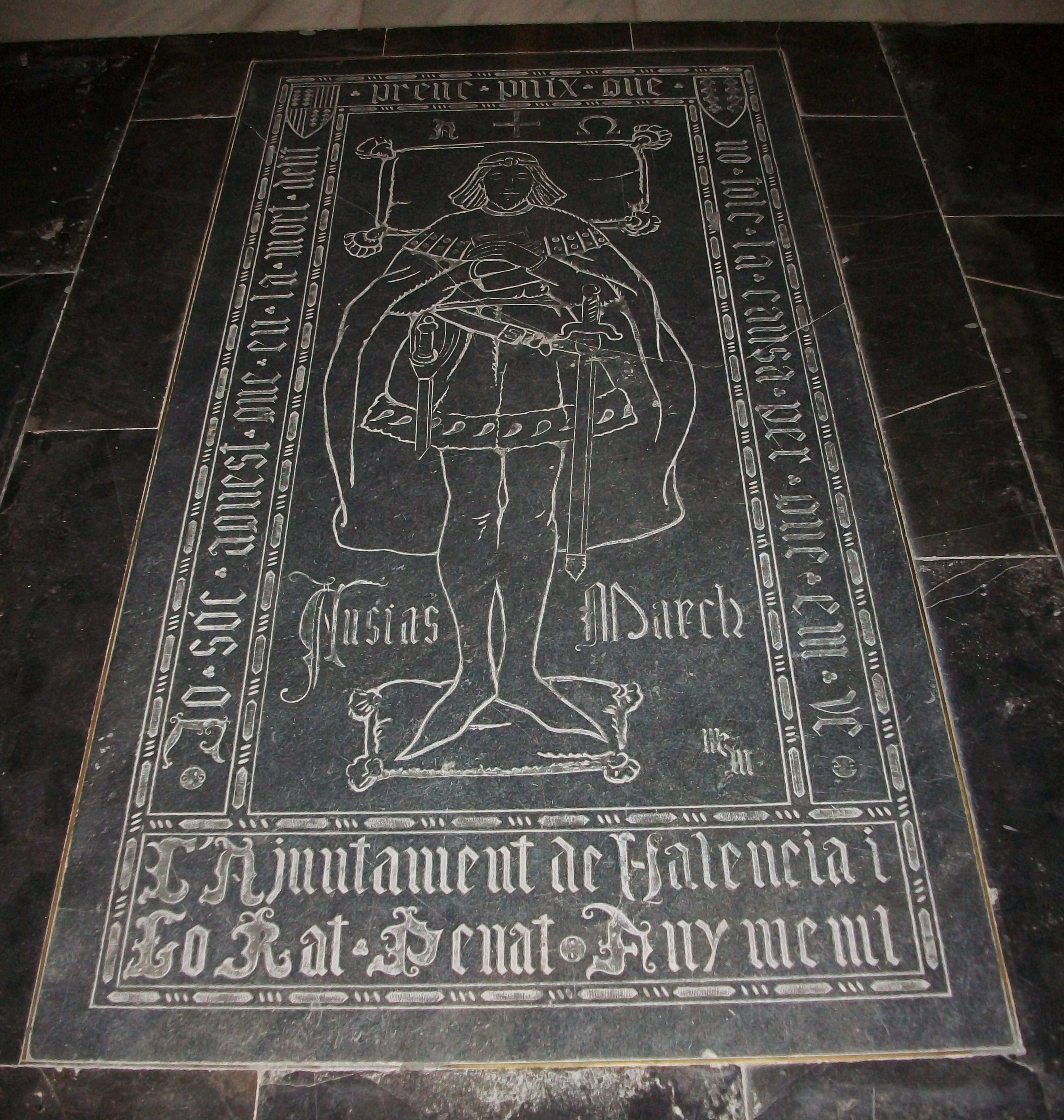
Могила Аузіаса Марка в соборі Пречистої Діви Марії, Валенсія

Аузіас Марк, вихований на поезії трубадурів і італійських поетів, що складали вірші в так званому новому солодкому стилі, був палким прихильником і наслідувачем Петрарки. Згодом зумів позбутися їхнього впливу і створити свій власний поетичний світ. Каталонська лірика набула зрілоу, вільну від запозичень мову, стала глибшою і більш філософічною.
Найбільшу групу складають вірші про кохання. В них проникають філософські нотки, роздуми про Бога переплітаються із зверненням до дами. Часто поет робить несподівані порівняння. Він може порівняти себе з розбійником з великої дороги, зі злочинцем, із сухотним хворим, з біблійними або міфологічними персонажами, іноді навіть з Христом. Потім може зустрічатись самозамилування. Він каже прямо: «Ніхто, крім мене, не вміє так оспівувати любов, тому що тільки у мене такі сильні почуття. Тільки я маю так складати вірші …» Чач від часу традиційна пара «поет — дама» — міняються місцями: ідеальною істотою, яку потрібно оспівати, стає ліричне «Я», а дама звинувачується у всіляких гріхах.

Новаторством є також те, що поет звертається до кількох жінок, всупереч традиції трубадурів, які обирали даму серця, наділяли її всілякими ідеальними якостями і оспівували все своє життя. Існують лише гіпотези, до кого конкретно звернуто той чи інший вірш, але досить точно встановлено, що ні до однієї зі своїх дружин він звертатися не міг. 

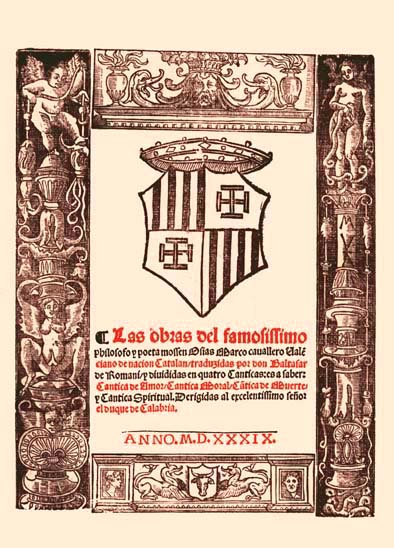
Обкладинка іспанського перекладу творів Аузіаса Марка, 1539

У руслі тодішньої традиції, куртуазна любов, любов поза шлюбом — недоступна, дама серця, як правило, одружена чи з якихось інших соціальних обставин не може відповісти на любов поета. І Марк використовує кілька сінеалій — це стійке звернення до дами, яке повторюється з вірша у вірш. Найбільш відомі — «сповнена розуміння», і «лілія серед будяків». Також зустрічаються сінеалії «шалене кохання» і «любов, любов …» Ці сінеаліі звернені до різних дам, і тональність цих циклів відрізняється. За традицією того часу, дама — це ангел у плоті. Але у Аузіаса Марка вона завжди реальна, земна жінка. І часто він не скупиться на закиди пані, звинувачує її в недосконалості, сумнівається в тому, чи піде її душа після смерті до раю, в пекло або в чистилище. Є в нього також низка надзвичайно женоненависницьких віршів. Іноді він прямо говорить: «Їх голова нікуди не годиться, тому що в ній немає мозку». Самі дами, яким він віддає свою любов, недосконалі, відповідно, любити їх піднесеною любов'ю неможливо.
За уявленнями Аузіаса існує три типи любові:
- любов чисто плотська, низинна, тваринна,
- кохання піднесене, інтелектуальне, духовне
- так звана змішана любов, до якої необхідно прагнути.

Його вірші вперше були надруковані каталонською мовою в 1543 році, але до того стали відомими після опублікування кастильского перекладу Бальтасаром де Романі в 1539 р.